# Sivert Gussiås
Sivert Gussiås, né le 18 août 1999 à Molde en Norvège, est un footballeur norvégien qui évolue au poste d'avant-centre.

## Biographie

### Débuts professionnels
Né à Molde en Norvège, Sivert Gussiås est formé par le club de sa ville natale, le Molde FK. Avec l'équipe réserve du club il se montre efficace malgré ses 18 ans, mais il est moins mis en avant, étant dans l'ombre de Eman Marković et Erling Haaland. Gussiås est tout de même lancé en professionnel le 18 avril 2018 par son entraîneur Ole Gunnar Solskjær, lors d'un match de coupe de Norvège face au SK Træff. Il entre en jeu à la place de Christoffer Remmer (en) lors de cette rencontre remportée sur le score de six buts à un. Le 21 août de la même année, il prolonge son contrat avec son club formateur, mais il n'est pas davantage utilisé et ne fait qu'une apparition avec l'équipe première du Molde FK finalement.
Il est prêté au Strømmen IF lors de la saison 2019, où il évolue en deuxième division norvégienne. Il joue son premier match dès la première journée de la saison, le 31 mars 2019 contre l'Ullensaker/Kisa IL et se montre décisif dès cette rencontre en marquant son premier but, transformant un penalty permettant à son équipe d'égaliser (1-1 score final). Il marque un doublé le 27 octobre 2019, sur la pelouse d'Hamarkameratene. Avec cette équipe, il inscrit un total de douze buts en deuxième division.

### Sandefjord Fotball
Le 8 janvier 2020, Sivert Gussiås s'engage en faveur du Sandefjord Fotball pour un contrat de quatre ans. Il joue son premier match sous ses nouvelles couleurs le 16 juin 2020, lors de la première journée de la saison 2020 d'Eliteserien contre l'Odds BK. C'est donc sa première apparition dans l'élite du football norvégien. Il entre en jeu lors de cette rencontre et se fait remarquer en marquant également son premier but, permettant à son équipe de s'imposer à l'extérieur (1-2). Gussiås réalise son premier doublé le 9 août 2020 contre le Strømsgodset IF, en championnat. Il contribue ainsi à la victoire de son équipe par quatre buts à trois.

### KÍ Klaksvík
Le 3 mars 2023, Gussiås rejoint le champion féroïen KÍ Klaksvík.